# Македония (дружество)
Вижте пояснителната страница за други значения на Македония.
Академичното дружество „Македония“ е продължение на Академичното дружество на македонско-одринските студенти в Женева, Швейцария (1904-1915). Организатори на дружеството са Анастас Коцарев от Охрид, Петър Здравев от Тетово, Димитър Несторов от Струга, Трифон Греков от Енидже Вардар, Благой Тошанов от Щип, А. Попандонов и Александър Крапчев от Велес. Също и Благой Бояджиев от Лерин и Спиро Китинчев от Скопие. Печатен орган е списание „Ендепенданс Маседониен“ излизало с помощта на Любомир Милетич.
В същата 1915 година студенти от Цюрихския университет формират Политическо дружество „Македония на македонците“, а в Лозана през 1916 година Политическо дружество „Македония - за отбрана на правата на македонците“, а в Женева Политическо дружество за независимост на Македония. До края на Първата световна война се формират около 25 такива дружества, които изпращат делегация по време на Версайската мирна конференция (Вижте: Разкол в македонското освободително движение след Първата световна война).